# Jessica Paré
 (août 2022).
Si vous disposez d'ouvrages ou d'articles de référence ou si vous connaissez des sites web de qualité traitant du thème abordé ici, merci de compléter l'article en donnant les références utiles à sa vérifiabilité et en les liant à la section « Notes et références ».
Pour les articles homonymes, voir Paré.
Jessica Paré, née le 5 décembre 1980 à Montréal au Québec, est une actrice canadienne.

## Biographie
Elle est la fille d'Anthony Paré, directeur au département de l'éducation de l'Université McGill, et de Louise Mercier, traductrice. Elle a grandi à Notre-Dame-de-Grâce à Montréal avec ses trois frères. 
Jessica Paré parle français et anglais. Ses parents étaient tous les deux acteurs, son père a été en tournée avec une troupe de théâtre et a enseigné l'art dramatique, sa mère a joué dans de petites productions amateurs. 
Enfant, elle regardait son père pendant les répétitions ; c'est en l'aidant à tourner une scène de La Tempête de Shakespeare que la jeune fille commença à s'intéresser au métier d'actrice. Elle suivit sa scolarité à Villa Maria, un collège privé pour filles à Montréal. Elle joua Jésus dans la production Godspell et étudia l'art dramatique au TheatreWorks. Adolescente, elle apparut dans plusieurs pièces de théâtre amateurs, incluant le rôle de Marianne dans Robin des Bois.

## Carrière

### Débuts d'actrice au Canada

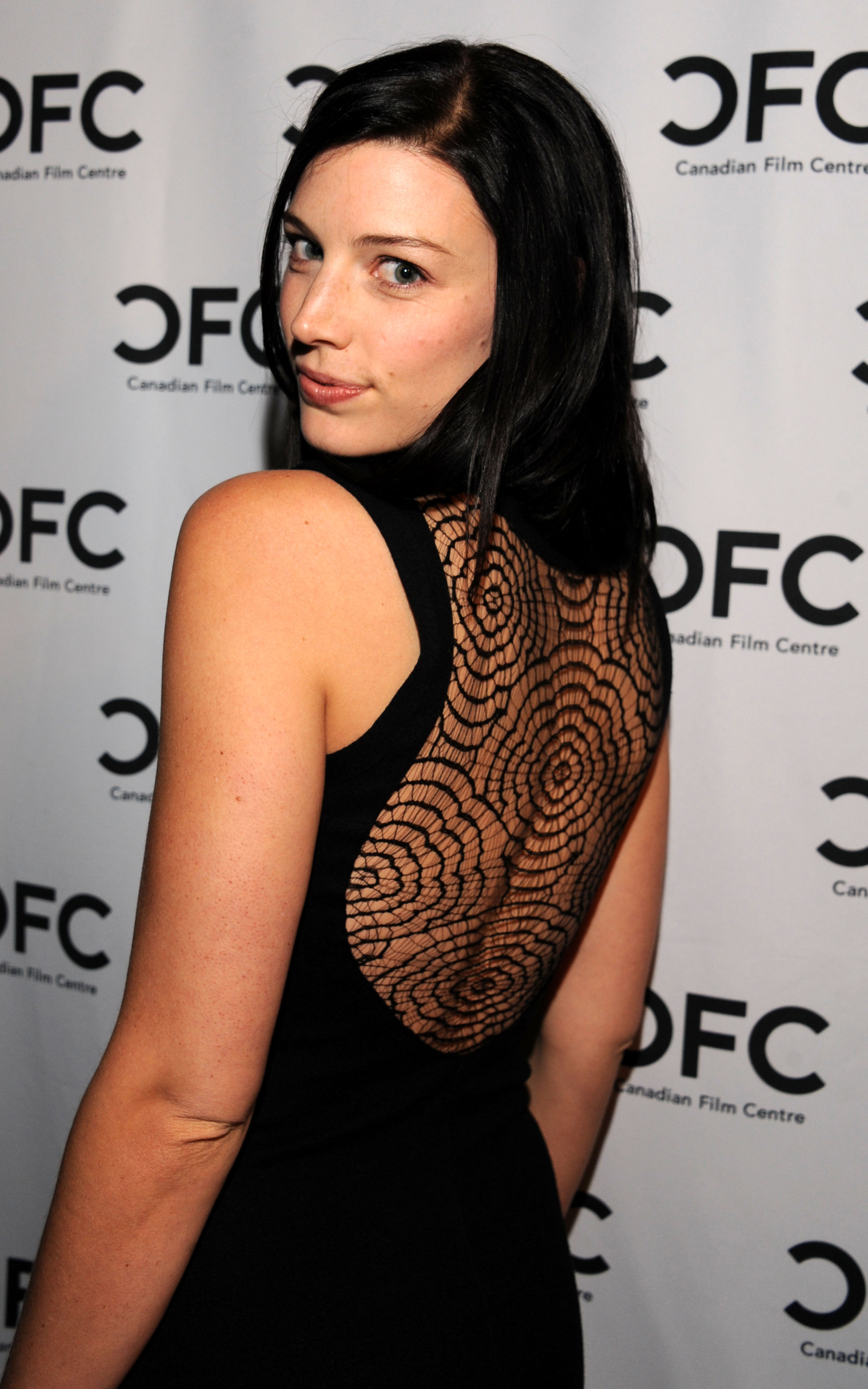
L'actrice au Canadian Film Center, en mars 2012.

Elle commence sa carrière d'actrice en 1999 avec un petit rôle dans Bonanno : l'histoire d'un parrain, un téléfilm de mafia, pendant sa dernière année de collège, qui l'a persuadée de poursuivre une carrière d'actrice. 
Elle tient aussi un petit rôle dans la série pour pré-ados Le Loup-garou du campus puis dans le film indépendant français En vacances, sorti en 2000. Mais surtout, Denys Arcand la choisit lors d'une audition pour son film Stardom en 2000. Elle joue une naïve joueuse de hockey sur glace qui se retrouva propulsée star international en devenant un supermodel. Cette comédie satirique conclut le festival de Cannes de 2000 avec des critiques mitigées. La même année, l'actrice fut élue une des 25 plus belles célébrités du Canada, un titre qu'elle n'a pas pris au sérieux. Elle arrête cependant l'université pour poursuivre sa carrière. 
L'année 2001 est marquée par la sortie du film indépendant américain Lost and Delirious (connu aussi sous le titre Rebelles) avec l'actrice Piper Perabo, une histoire d'amour entre deux adolescentes dans un internat pour filles. Le film, tourné en anglais, de la réalisatrice Léa Pool, reçoit au Festival du film de Sundance de bonnes critiques. 
L'année suivante, l'actrice apparait dans la mini-série canadienne Random Passage, une adaptation du livre de Bernice Morgan, dont l'action qui prend place en Terre-Neuve-et-Labrador dans les années 1800. Puis elle fait partie du casting féminin principal de la comédie dramatique canadienne Bollywood Hollywood, elle joue une chanteuse de pop. Pour finir, elle tient le premier rôle de la comédie pour adolescents Posers.

### Progression internationale (2004-2010)
Par la suite, elle tente de percer à l'étranger : en France, elle apparait dans un épisode de la mini-série historique Napoléon, portée par Christian Clavier. L'actrice y joue le rôle d'Éléonore Denuelle de La Plaigne. Puis elle tient le premier rôle, celui de Nancy Eaton (en), l'histoire vraie d'une héritière assassinée en 1985, pour la mini-série The Death and Life of Nancy Eaton.
À Hollywood, elle tient des seconds rôles dans la comédie indépendante See This Movie, portée par John Cho et Seth Meyers et la comédie romantique Rencontre à Wicker Park, où elle incarne la fiancée du héros incarné par Josh Hartnett, sous la direction de Paul McGuigan. Elle participe enfin à la mini-série Lives of the Saints, avec Sophia Loren et Kris Kristofferson.
Finalement, elle parvient à se faire connaître en intégrant le casting de la nouvelle série Jack et Bobby, diffusée sur The WB, qui raconte la vie de deux frères dont l'un deviendra président des États-Unis en 2041. L'actrice joue le personnage de la future Première Dame. Cependant, la série est arrêtée au bout d'une seule saison, faute d'audiences. L'actrice tourne alors l'épisode pilote d'une nouvelle série policière, Protect and Serve, avec Dean Cain, mais le projet n'est pas commandé.
L'actrice s'essaie alors au cinéma indépendant : elle tient un second rôle dans la comédie romantique indépendante, Jusqu'à toi, avec Justin Bartha, Mélanie Laurent, et Billy Boyd ; puis participe à la comédie The Trotsky réalisée par Jacob Tierney à Montréal. Puis, elle tient le premier rôle de la comédie musicale horrifique Suck, pour laquelle elle apprend à jouer de la guitare. 
Alors que sortent deux films indépendants où elle tient des petits rôles, elle décroche le rôle qui lui permet d'accéder à la célébrité.

### Percée télévisuelle (années 2010)
En 2010, elle rejoint la distribution de la quatrième saison de la série Mad Men, dans laquelle elle joue le rôle de Megan Calvet, réceptionniste de l'agence SCDP. Son rôle est promu régulier dès la saison suivante : dans le premier épisode de cette saison 5, elle interprète la chanson de Gillian Hills, Zou Bisou Bisou. Le morceau sort en single, pour téléchargement et sous forme d'un disque 45 tours vinyle.
Durant la production de la série, elle décroche le rôle principal du western indépendant The Mountie (en) (2011), puis de la comédie romantique anglaise Standby (2014). Puis elle apparait dans le film américain Brooklyn, porté par Saoirse Ronan.
Après la fin de Mad Men en 2015, elle tourne l'épisode pilote d'une nouvelle série pour Amazon, The Interestings, mais la série n'est pas commandée. L'actrice participe alors à deux films indépendants : la comédie dramatique Lovesick (2016) et la romance Another Kind of Wedding (2017). Finalement, elle décroche le premier rôle féminin d'une nouvelle série télévisée, SEAL Team, portée par David Boreanaz.

## Filmographie

### Cinéma
- 2000 : Stardom : Tina Menzhal
- 2000 : En Vacances : Carole Beaumont
- 2001 : Rebelles (Lost and Delirious) de Léa Pool : Victoria « Tori » Moller
- 2002 : Bollywood Hollywood : Kimberly Stewart
- 2003 : Posers (en) : Adria
- 2004 : Rencontre à Wicker Park : Rebecca
- 2004 : See This Movie (en) : Samantha Brown
- 2009 : Jusqu'à toi de Jennifer Devoldère : Liza
- 2009 : Suck : Jennifer
- 2009 : The Trotsky : Laura
- 2010 : La Machine à démonter le temps (Hot Tub Time Machine) : Tara
- 2010 : Peepers (en) : Helen
- 2011 : Beholder (court-métrage) : Sasha
- 2011 : The Mountie (en) : Amethyst
- 2011 : Sorry, Rabbi : Marie-Hélène
- 2015 : Brooklyn : Miss Fortini

### Télévision
- 1999 : Bonanno: A Godfather's Story (téléfilm) : Rosalie Profaci
- 1999 : Le Loup-garou du campus (Big Wolf on Campus) (série télévisée) : Tanya
- 2002 : Napoléon (télésuite) : Éléonore Denuelle
- 2002 : Cap Random (en) (Random Passage) (série télévisée) : Annie Vincent à 15 ans
- 2003 : The Death and Life of Nancy Eaton (téléfilm) : Nancy Eaton*2004 : Lives of the Saints (en) (téléfilm) : Rita Amherst
- 2004 - 2005 : Jack et Bobby (série télévisée) : Courtney Benedict
- 2007 : Life (série télévisée) : Julia
- 2007 : Protect and Serve (téléfilm) : Hope Cooke
- 2010 - 2015 : Mad Men (série télévisée) : Megan Draper (43 épisodes)
- 2017 - –2024 : SEAL Team : Mandy Ellis
- 2019 : Star Butterfly : Chloé (1 épisode)
- 2021 : Atypical : Honey (1 épisode)